# Mauro Stingelin
Mauro Stingelin (* 20. April 2000) ist ein Schweizer Unihockeyspieler, der beim Nationalliga-A-Verein UHC Waldkirch-St. Gallen unter Vertrag steht.

## Karriere

### Verein
Stingelin durchlief sämtliche Nachwuchsstufen von Chur Unihockey und debütierte 2017 in der Nationalliga A. Nachdem Stingelin während der Saison 2019/20 in allen Spielen de regulären Saison zum Einsatz gekommen war, konnte er 2020/21 nicht an seine Leistungen anknüpfen und absolvierte lediglich vier Partien für die Churer.
Im März 2020 verkündete der UHC Waldkirch-St. Gallen den Transfer von Stingelin auf die Saison 2020/21. Stingelin kehrte damit zu seinem früheren Trainer aus der U19-Nationalmannschaft zurück.

### Nationalmannschaft
2017 absolvierte Stingelin an der Euro Floorball Tour seine ersten Länderspiele für die U19-Nationalmannschaft. 2019 nahm er mit der U19 an der Weltmeisterschaft in Halifax teil, welche die Schweiz auf dem vierten Schlussrang beendete.